# Malate de potassium
Le malate de potassium ou malate de dipotassium est un composé chimique de formule K2(C2H4O(COO)2). C'est le sel double de potassium de l'acide malique.
Il est utilisé comme régulateur d'acidité, antioxydant ou arôme alimentaire sous le numéro E351. 
Le malate de potassium joue aussi un rôle dans le transport des nitrates des racines aux feuilles chez les plantes. Il s'oxyde en carbonate de potassium au niveau des racines, qui est lui-même transformé en nitrate de potassium par les nitrates du sol et enfin, ce dernier est transporté vers les feuilles.